# Pangramă
O pangramă (din limba greacă παν γραμμα, „toate literele”) sau „propoziție holoalfabetică” este un text care folosește toate literele alfabetului unei limbi cel puțin o dată. Pangramele mai scurte sunt mai dificil de făcut deoarece de obicei unele litere (în special vocalele) se repetă des. O pangramă perfectă folosește fiecare literă doar o singură dată. În trecut, panagramele erau folosite pentru testarea mașinilor de scris.
Este într-un anumit sens opusul unei lipograme (din limba greacă λείπειν „a omite” și γράμμα „literă”), unde se evită folosirea unei litere într-un text.

## Exemple

### Română
- Încă vând gem, whisky bej și tequila roz, preț fix
- Vând muzică de jazz și haine de bun-gust în New-York și Quebec la preț fix

### Germană
- „Fix, Schwyz!“ quäkt Jürgen blöd vom Paß.
- „Zwölf Boxkämpfer jagen Viktor quer über den großen Sylter Deich“.

### Engleză
- „The quick brown fox jumps over the lazy dog“
- „The five boxing wizards jump quickly“
- ,,Sphinx of black quartz, judge my vow''
- ,,Amazingly few discotheques provide jukeboxes"

### Franceză
- „Voyez le brick géant que j’examine près du wharf“
- „Portez ce vieux whisky au juge blond qui fume“

### Rusă
- Экс-граф? Плюш изъят. Бьём чуждый цен хвощ!

### Poloneză
- Stróż pchnął kość w quiz gędźb vel fax myjń.

### Daneză
- Høj bly gom vandt fræk sexquiz på wc.

### Maghiară
- Egy hűtlen vejét fülöncsípő, dühös mexikói úr Wesselényinél mázol Quitóban.

### Japoneză
- いろはにほへと　ちりぬるを　わかよたれそ　つねならむ　うゐのおくやま　けふこえて　あさきゆめみし　ゑひもせす。

### Coreeană
- 키스의 고유조건은 입술끼리 만나야 하고 특별한 기술은 필요치 않다.